# Damernas fristående i gymnastik vid olympiska sommarspelen 1976
Damernas fristående i gymnastik vid olympiska sommarspelen 1976 avgjordes den 18-22 juli i Montreal Forum.

## Medaljörer
| Gren                | Guld                     | Silver                            | Brons                   |
| Damernas fristående | Nellie Kim Sovjetunionen | Ludmila Touristjeva Sovjetunionen | Nadia Comăneci Rumänien |

## Resultat

### Final
| Placering | Gymnast                   | C     | O     | Kval  | Final  | Totalt |
| --------- | ------------------------- | ----- | ----- | ----- | ------ | ------ |
|           | Nellie Kim (URS)          | 9,800 | 9,900 | 9,850 | 10,000 | 19,850 |
|           | Ludmila Tourischeva (URS) | 9,900 | 9,950 | 9,925 | 9,900  | 19,825 |
|           | Nadia Comăneci (ROU)      | 9,750 | 9,850 | 9,800 | 9,950  | 19,750 |
| 4         | Anna Polhudkova (TCH)     | 9,650 | 9,800 | 9,725 | 9,850  | 19,575 |
| 5         | Marion Kische (GDR)       | 9,650 | 9,700 | 9,675 | 9,800  | 19,475 |
| 6         | Gitta Escher (GDR)        | 9,700 | 9,700 | 9,700 | 9,750  | 19,450 |